# Philip Moeller
Philip Moeller (New York, 26 agosto 1880 – New York, 26 aprile 1958) è stato un regista, produttore teatrale e drammaturgo statunitense.

## Biografia
Philip Moeller nacque a New York il 26 agosto 1880.
La sua carriera scolastica e di studi culminò con la frequentazione della Università di New York e della Columbia University.
Fu un regista rispettoso delle intenzioni e dei messaggi letterari dei drammaturghi, ma anche dotato di una personale sensibilità, grazie alla quale diventò uno dei primi registi dei Washington Square Players, collaborando nella rappresentazione di molte opere di Eugene O'Neill;inoltre con Lawrence Langner ed Helen Westley fondò il Theatre Guild.
Grazie alla sua bravura, introdusse negli Stati Uniti le più importanti opere di George Bernard Shaw, da Ritorno a Gerusalemme a Cesare e Cleopatra ad Androclo e il leone.
Tra gli altri drammaturghi lanciati negli Stati Uniti da Moeller si possono menzionare Jacinto Benavente (Gli interessi creati); Karel Čapek (R.U.R.); Luigi Pirandello (Così è (se vi pare)); Luigi Chiarelli (La maschera e il volto); Jacques Copeau-Fëdor Dostoevskij (I fratelli Karamazov).
Philip Moeller si dedicò anche alla scrittura come drammaturgo, e tra le sue opere si ricordano: Le sorelle di Susanna (Sisters of Susanne, 1916), Madame Sand (1917), Molière (1919).
Come regista cinematografico realizzò, tra gli altri, The Age of Innocence (1934) e Quando si ama (Break of Hearts, 1935).

## Opere
- Le sorelle di Susanna (Sisters of Susanne, 1916);
- Madame Sand (1917);
- Molière (1919).